# 5612 (année hébraïque)
5612 (hébreu : ה'תרי"ב , abbr. : תרי"ב) est une année hébraïque qui a commencé à la veille au soir du 27 septembre 1851 et s'est finie le 13 septembre 1852. Cette année a compté 353 jours. Ce fut une année simple dans le cycle métonique, avec un seul mois de Adar. Ce fut la cinquième année depuis la dernière année de chemitta.

## Calendrier
Ce calendrier hébraïque de l'année 5612 donne les correspondances avec les dates du calendrier grégorien.
Le premier nombre dans chaque case correspond au jour du mois hébraïque. Les jours en couleurs sont des jours remarquables juifs .
| ◄◄ | 5612 | ►► |

## Décès
- Louis Braille
- Michah Joseph Lebensohn

5607 - 5608 - 5609 - 5610 - 5611 - 5612 - 5613 - 5614 - 5615 - 5616 - 5617